# 源頼範
源 頼範（みなもと  の よりのり）は、平安時代中期の武士・官人。源満仲の七男。長兄・頼光の養子となっていたとされる。

## 略歴
京における中級官人として活動し、寛弘8年（1011年）には三条天皇の即位に伴う斎院御禊に際し甥・頼国と共にその前駆を務めた（『御堂関白記』）。右衛門尉となっていた長和3年（1014年）に非蔵人として還昇を許され、同5年（1016年）には三条院の院蔵人となった（『小右記』）が、以後史料上から姿を消している。
なお、『尊卑分脈』による子の記載は兄・頼光、頼平のものとの間で錯綜がみられる。また、長子とされる頼綱は『尊卑分脈』の一部に「頼国の子頼綱と同人」と記載されるものがあることから、甥頼国の五男であった頼綱（多田頼綱）と同一人物であると仮定し、多田庄は満仲から頼範に継承されその子頼綱に相続されたとする説が提示されたことがある。

## 系譜
- 父：源満仲
- 母：不詳
- 妻：不詳
  - 男子：源頼綱 - 『尊卑分脈』の一部に「頼国の子頼綱と同人」の記述[2]。
  - 男子：源親弘 - 実子であるのか養子であるのか不明。
- 養子?
  - 男子：源頼家[3]
  - 男子：源頼基
  - 男子：源頼弘[4]
  - 男子：永壽
  - 男子：頼昭